# Dohrniphora setulipalpis
Dohrniphora setulipalpis är en tvåvingeart som beskrevs av Liu 2001. Dohrniphora setulipalpis ingår i släktet Dohrniphora och familjen puckelflugor. Inga underarter finns listade i Catalogue of Life.